# Telegrafenlinie Baltimore–Washington

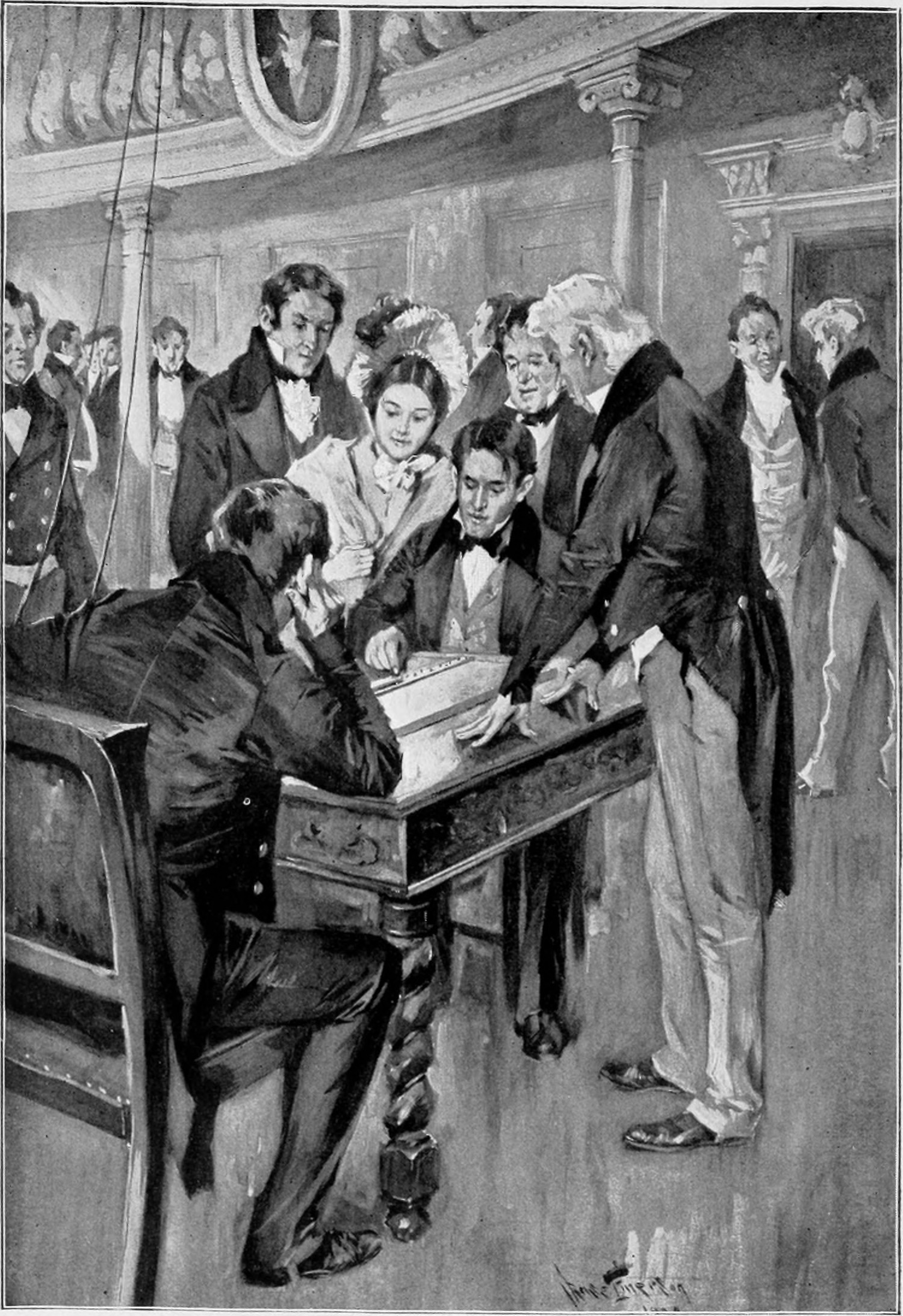
Morse (sitzend) sendet das erste Telegramm, dessen Text ihm die junge Annie Ellsworth (stehend) vorgibt (1844)

Die Telegrafenlinie von Baltimore nach Washington war die erste in den Vereinigten Staaten von Amerika.
Am 24. Mai 1844, im Kapitol der Hauptstadt sitzend, sendete Samuel Morse (Bild) über diese das erste Telegramm der USA ins vierzig Meilen (64 km) entfernte Baltimore.

## Geschichte

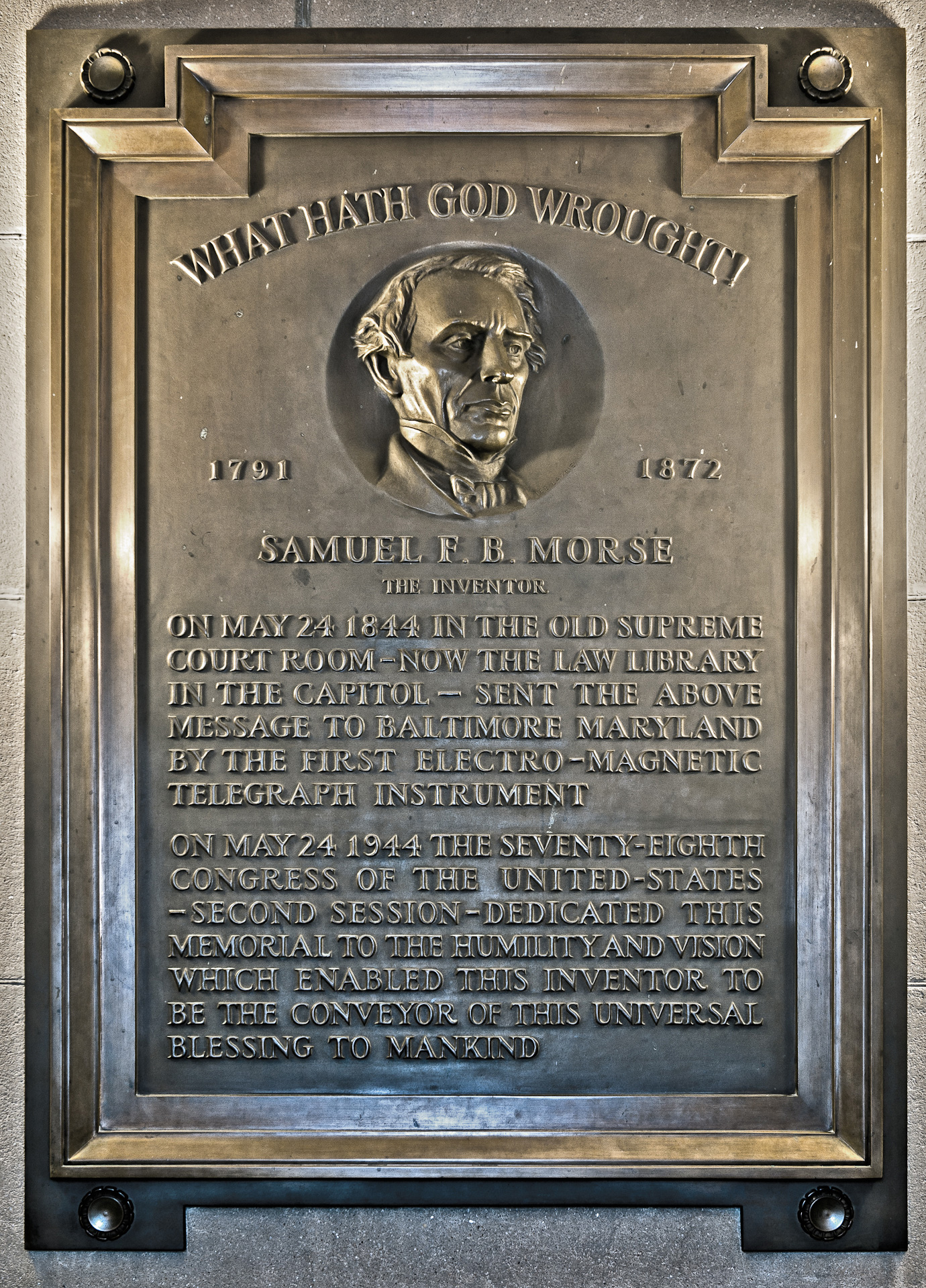
Diese Gedenkplakette zum historischen Ereignis wurde am hundertsten Jahrestag (1944) am historischen Ort enthüllt

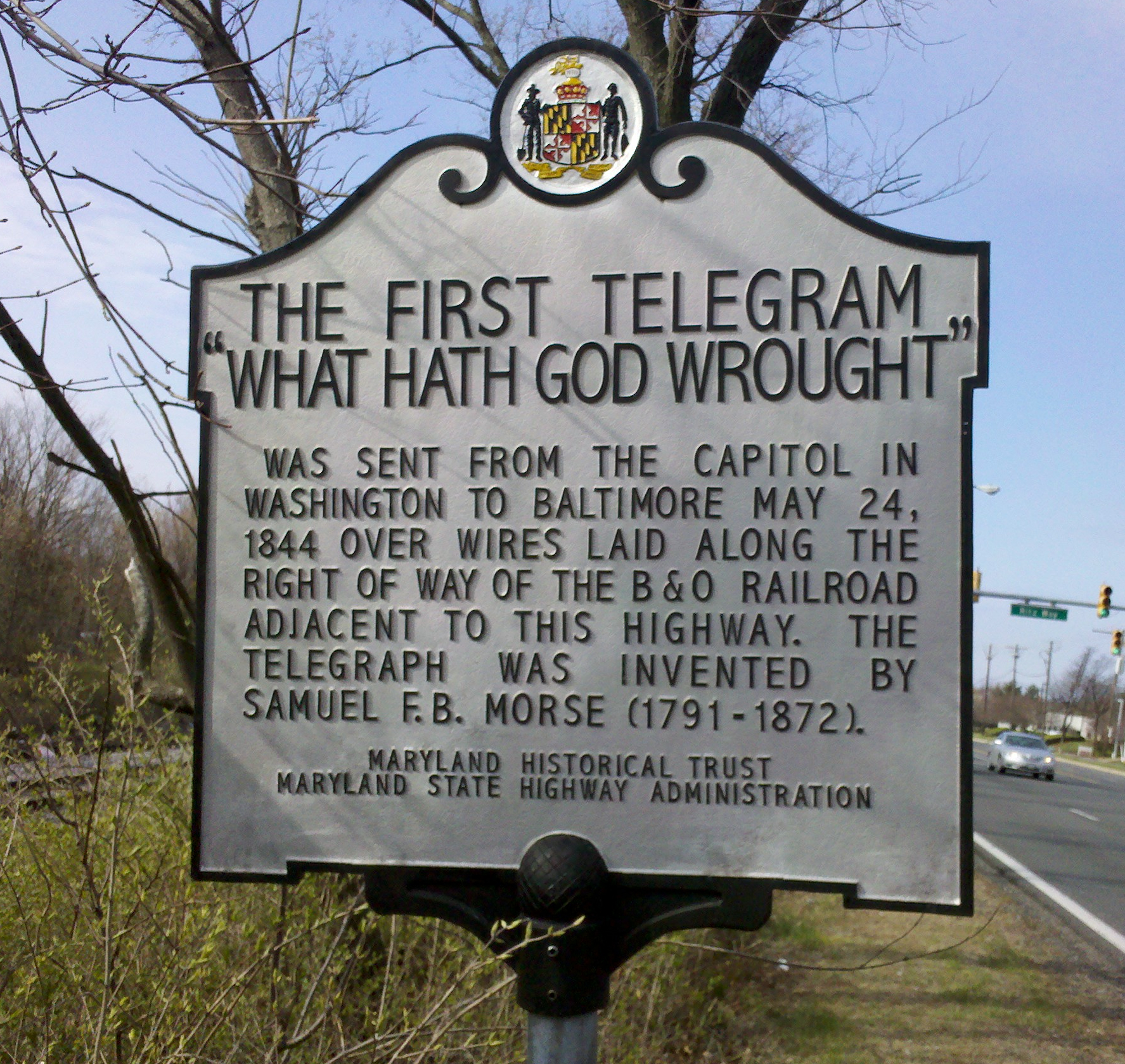
Gedenktafel am Ort der ehemaligen Telegrafenstrecke

Schema für eine Richtung:
(1) Sender (2) Empfänger (3) Taste (4) Batterie (5) Erde (6) Leitung (7) Magnet (8) Schreiber (9) Rolle (10) Walze (11) Walze (12) Papier

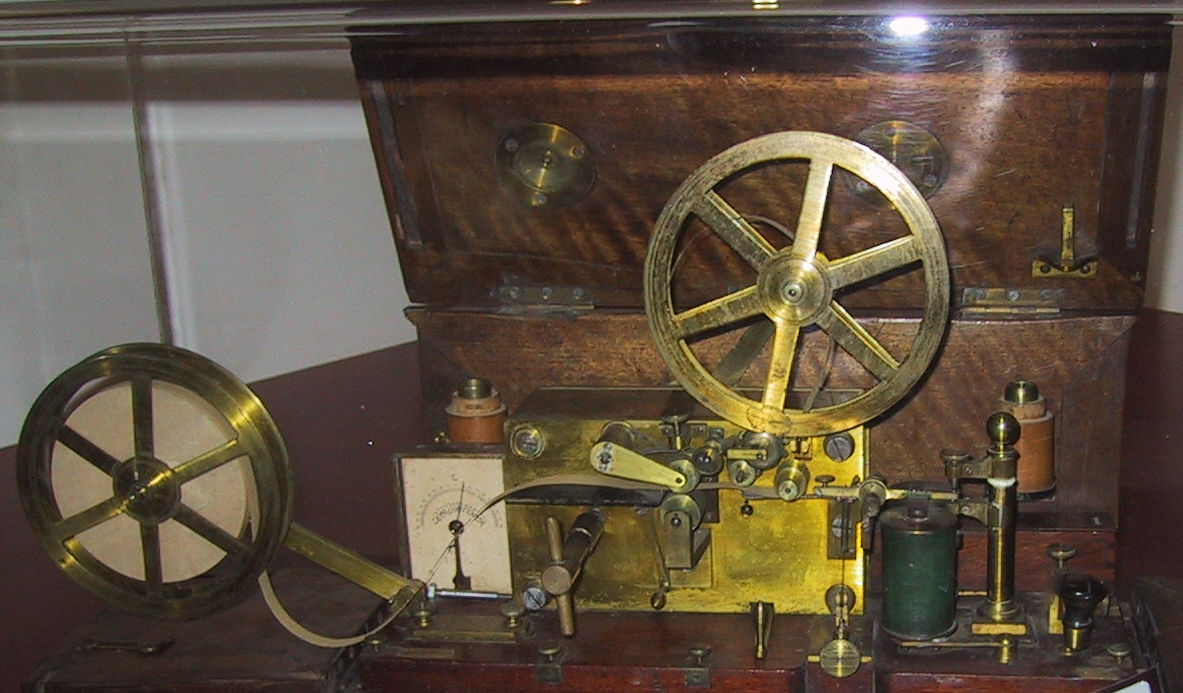
Späterer Morseapparat

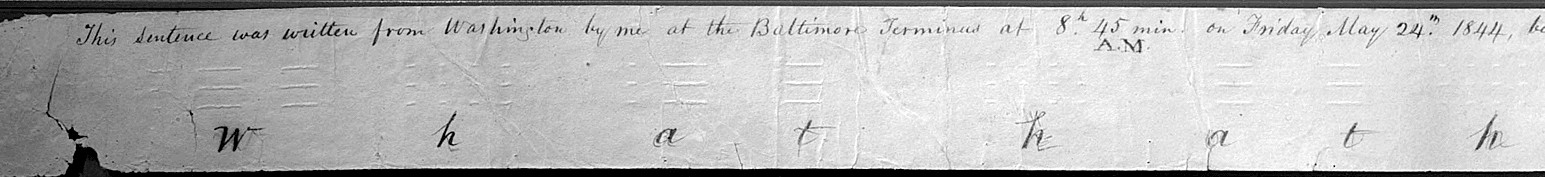
Anfang des Original-Papierstreifens des ersten Telegramms mit den Codemarken der Stahlstifte

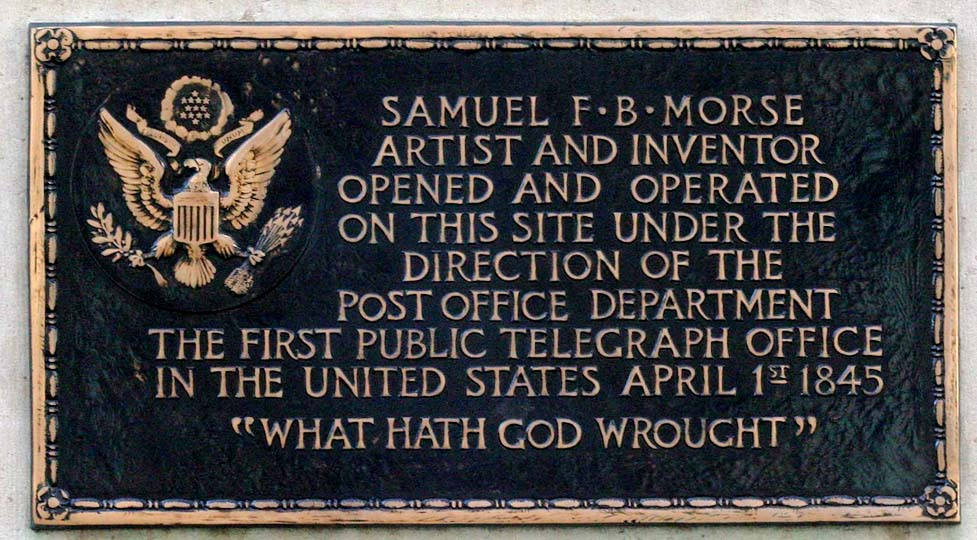
Gedenktafel zur Eröffnung (1845) der ersten Telegrafenstation der USA

Im Jahr 1837 hatte Samuel Morse (1791–1872) einen elektromagnetischen Schreibtelegrafen erfunden, der bald allgemein als „Morseapparat“ bekannt wurde. Sein Mitarbeiter Alfred Vail (1807–1859) entwickelte einen geeigneten Code, der eine effiziente Übertragung von Textnachrichten ermöglichte. Im Jahr 1838 stellte Morse das System dem Kongress der Vereinigten Staaten vor. Dieser bewilligte ihm Anfang der 1840er-Jahre Bundesmittel, woraufhin der Bau der Telegrafenlinie vom nordöstlich gelegenen Baltimore in die Hauptstadt möglich wurde.
Im Oktober 1843 wurde in Baltimore mit der Verlegung eines vieradrigen Erdkabels begonnen, das von einem umhüllenden Rohr geschützt war. Dazu setzte man einen neuartigen Pflug ein, den der amerikanische Unternehmer Ezra Cornell (1807–1874) entwickelt hatte. Das von acht Maultieren gezogene Gerät riss einen etwa 50 cm tiefen und nur 5 cm breiten Graben ins Erdreich, verlegte im selben Arbeitsschritt das Kabel an dessen Grund und schüttete danach den Graben wieder zu. Die Arbeit ging zügig voran. Doch nachdem der Bautrupp im Dezember den etwa neun Meilen südwestlich gelegenen Ort Relay erreicht hatte, stellte man fest, dass durch die bei der Verlegung erzeugte Wärme die Kabelisolierung gelitten hatte und das Kabel unbrauchbar geworden war. Vor Ort in Relay gab es heftige Diskussionen zwischen Morse, Cornell, den Mitarbeitern und den Geldgebern, was nun zu tun sei. Schließlich entschied Morse, die unterirdische Verlegung abzubrechen und stattdessen die Leitung oberirdisch zu ziehen.
Dazu stellte man nun Telegrafenmasten entlang der lokalen Eisenbahntrasse auf, der Baltimore and Ohio Railroad (B&O). Rund 7 m hohe Stämme aus Kastanienholz wurden in durchschnittlich 90 m Abstand voneinander errichtet. Oben an diesen entlang zog man zwei Kupferdrähte von jeweils etwa 1,3 mm Durchmesser (16 gauge). Im März 1844 erreichte man die nördlichen Außenbezirke der Hauptstadt. Einige Probetelegramme zwischen Vail und Morse wurden Anfang Mai erfolgreich ausgetauscht.
Schließlich, am 24. Mai 1844 morgens um 8:45 Uhr, sendete Samuel Morse vom Kapitol (Morse) aus feierlich das erste offizielle Telegramm der Vereinigten Staaten an Alfred Vail nach Baltimore (Vail), der sich im dortigen Bahnhofsgebäude Mount Clair Station aufhielt (heute das B&O-Museum). Um auszuschließen, dass die beiden einen vorab heimlich verabredeten Text austauschten, bat man Annie Ellsworth (1826–1900), die 18‑jährige Tochter des anwesenden Leiters des US‑Patentamts, einen beliebigen Text vorzugeben (mehr Details und eine Anekdote hierzu unter Annie Ellsworths Leben). Sie schlug ein Bibelzitat vor:

“What hath God wrought?”

„Was hat Gott getan?“

−−·   ····   ·−   −       ····   ·−   −   ····       −−·   · ·   −··       ·−−   · ··   · ·   ··−   −−·   ····   −
Nach dem Empfang sendete Vail den Text zur Kontrolle umgehend wieder nach Washington zurück, wo er aufgezeichnet wurde. Sowohl beim Senden als auch beim Empfangen geschah dies mithilfe eines Streifenschreibers, bei dem, durch einen Elektromagneten gesteuert, drei Stahlstifte Punkt- und Strich-Markierungen auf einem langen Papierstreifen hinterließen. Insgesamt entstanden bei diesem Ereignis somit vier solche Streifen. Darauf sind noch heute die Markierungen zu erkennen, die dort aufgezeichnet worden waren.
Einen dieser Streifen bekam Annie von Morse geschenkt. Er hatte darauf mit Bleistift die einzelnen Buchstaben des übermittelten Textes ergänzt und ihr zur Erinnerung eine Widmung verfasst. Sie selbst überschrieb Morses Schrift mit einer Tuschefeder:

“This sentence was written from Washington by me at the Baltimore Terminus at 8 h 45 min. A.M. on Friday May 24th, 1844, being the first ever transmitted from Washington to Baltimore by telegraph and was indi[ca]ted by my much loved friend Annie G. Ellsworth. Saml. F. B. Morse. Superintendent of Elec. Mag. Telegraphs.”

„Dieser Satz wurde von mir am Freitag, den 24. Mai 1844, um 8:45 Uhr morgens von Washington an die Baltimore-Endstation geschrieben, er war der erste, der jemals per Telegraf von Washington nach Baltimore übermittelt wurde, und war mir von meiner geliebten Freundin Annie G. Ellsworth vorgegeben worden. Saml. F. B. Morse. Superintendent der Elektr.-Mag. Telegraphs.“

Noch am selben Tag wurden Nachrichten zwischen Baltimore und Washington ausgetauscht, auch Börsenkurse, worüber die Presse umgehend berichtete. Das Ereignis wurde als „annihilation of space“ (deutsch „Auslöschung des Raumes“) gefeiert. Man druckte auch den zur Nachrichtenübermittlung verwendeten Code ab.
Knapp ein Jahr später, am 1. April 1845 wurde unweit des Kapitols, in der 7. Straße, die erste öffentliche Telegrafenstation der USA eröffnet.

Der Sender – Morsetaste
Der Empfänger – Elektromagnet und Papierstreifen-Rolle
Original des Elektromagneten in Baltimore
Der damals verwendete Code